# Роберт Музил
Роберт Музил (на немски: Robert Musil) е австрийски белетрист, есеист и драматург.

## Живот

### Произход и образование
Роден е на 6 ноември 1880 г. в Клагенфурт, Австро-Унгария, в семейството на университетски професор с аристократичен произход. Учи във военно училище, но го напуска, преди да получи офицерско звание, и следва машиностроене. Дипломира се през 1901 г. в Щутгартския технически университет, където става асистент. През 1903 г. започва да изучава философия, логика и експериментална психология, а също физика и математика в Берлин – там слуша лекциите на Вилхелм Дилтай и Георг Зимел. През 1908 г. става доктор по философия с теза върху възгледите на Ернст Мах.

### Литературен път
Първата книга на Роберт Музил е романът „Лутанията на възпитаника Тьорлес“ (1906 г.). Следват сборниците с разкази „Единения“ (1911 г.) и есетата „Непристойното и болното в изкуството“ (1911 г.).
От 1914 до 1918 г. Музил е офицер на италианския фронт, а след войната става чиновник във Виена. Работи като писател на свободна практика, театрален критик и есеист във Виена и Берлин. Публикува сборника с новели „Три жени“ (1924 г.).
През 1933 г. писателят се установява трайно във Виена, където издава сборник с есета „Посмъртни творби приживе“ (1936 г.).
След националсоциалистическия аншлус на Австрия през 1938 г. Музил емигрира в Швейцария, а книгите му са забранени в Германия и на територията на бившата Австрия.

## Поетика
Основна тема в творчеството на Роберт Музил е безизходицата на съвременния му интелектуалец, който дири по-хуманна форма на съществуване.
Най-значимото произведение на Музил, над което писателят работи повече от десетилетие, до последния си дъх, е тритомният фрагментарен роман „Човекът без качества“ (Der Mann ohne Eigenschaften) (1930 – 1943 г.), в който разглежда разпадането на Австро-Унгария през призмата на философския анализ, гротеската и иронията.

## Признание
- Роберт Музил – заедно с Джеймс Джойс, Марсел Пруст и Херман Брох – е признат за един от основоположниците на съвременния европейски роман.

- Писателят е отличен със значимите литературни награди „Хайнрих фон Клайст“ (1923), „Художествената награда на град Виена“ (1924) и наградата „Герхарт Хауптман“ (1929).

- В чест на писателя град Виена учредява литературната награда „Роберт Музил“.